# Denzell García
Denzell Arturo García Bojórquez (Ahome, 15 agosto 2003) è un calciatore messicano, centrocampista del Juárez e della nazionale messicana.

## Carriera

### Club
Ha iniziato a giocare a calcio nel settore giovanile del Cruz Azul, per poi firmare con il Juárez nel 2020. Ha debuttato in prima squadra il 10 aprile 2022 nell'incontro di Liga MX perso 3-0 contro l'América ed ha trovato il primo gol in carriera il 4 febbraio dell'anno successivo, aprendo le marcature nella trasferta vinta 3-2 contro il Mazatlán.

### Nazionale
Nel 2023 con la nazionale messicana Under-23 ha partecipato ai XXIV Giochi centramericani e caraibici vincendo la medaglia d'oro.
Il 31 maggio 2024 ha esordito con la nazionale maggiore nell'amichevole vinta 1-0 contro la Bolivia.

## Statistiche

### Presenze e reti nei club
Statistiche aggiornate al 4 marzo 2025.
| Stagione        | Squadra         | Campionato      | Campionato | Campionato | Coppe nazionali | Coppe nazionali | Coppe nazionali | Coppe continentali | Coppe continentali | Coppe continentali | Altre coppe | Altre coppe | Altre coppe | Totale | Totale | Totale |
| Stagione        | Squadra         | Comp            | Pres       | Reti       | Comp            | Pres            | Reti            | Comp               | Pres               | Reti               | Comp        | Pres        | Reti        | Pres   | Reti   |        |
| --------------- | --------------- | --------------- | ---------- | ---------- | --------------- | --------------- | --------------- | ------------------ | ------------------ | ------------------ | ----------- | ----------- | ----------- | ------ | ------ | ------ |
| 2021-2022       | Juárez          | LMX             | 1          | 0          | -               | -               | -               | -                  | -                  | -                  | -           | -           | -           | 1      | 0      |        |
| 2022-2023       | Juárez          | LMX             | 18         | 1          | -               | -               | -               | -                  | -                  | -                  | -           | -           | -           | 18     | 1      |        |
| 2023-2024       | Juárez          | LMX             | 27         | 1          | -               | -               | -               | -                  | -                  | -                  | LC          | 3           | 0           | 30     | 1      |        |
| 2024-2025       | Juárez          | LMX             | 13         | 0          | -               | -               | -               | -                  | -                  | -                  | LC          | 1           | 0           | 14     | 0      |        |
| Totale carriera | Totale carriera | Totale carriera | 59         | 2          |                 | -               | -               |                    | -                  | -                  |             | 4           | 0           | 63     | 2      |        |

### Cronologia presenze e reti in nazionale
| Cronologia completa delle presenze e delle reti in nazionale ― Messico | Cronologia completa delle presenze e delle reti in nazionale ― Messico | Cronologia completa delle presenze e delle reti in nazionale ― Messico | Cronologia completa delle presenze e delle reti in nazionale ― Messico | Cronologia completa delle presenze e delle reti in nazionale ― Messico | Cronologia completa delle presenze e delle reti in nazionale ― Messico | Cronologia completa delle presenze e delle reti in nazionale ― Messico | Cronologia completa delle presenze e delle reti in nazionale ― Messico |
| Data                                                                   | Città                                                                  | In casa                                                                | Risultato                                                              | Ospiti                                                                 | Competizione                                                           | Reti                                                                   | Note                                                                   |
| ---------------------------------------------------------------------- | ---------------------------------------------------------------------- | ---------------------------------------------------------------------- | ---------------------------------------------------------------------- | ---------------------------------------------------------------------- | ---------------------------------------------------------------------- | ---------------------------------------------------------------------- | ---------------------------------------------------------------------- |
| 31-5-2024                                                              | Chicago                                                                | Messico                                                                | 1 – 0                                                                  | Bolivia                                                                | Amichevole                                                             | -                                                                      | 64’ 83’                                                                |
| Totale                                                                 |                                                                        | Presenze                                                               | 1                                                                      |                                                                        | Reti                                                                   | 0                                                                      |                                                                        |

## Palmarès

### Nazionale
- Giochi centramericani e caraibici: 1

San Salvador 2023